# Bandeira da Commonwealth
A Bandeira da Commonwealth é a bandeira representativa da Comunidade das Nações.

## Descrição
A bandeira é composta pelo símbolo da Commonwealth centrado num fundo azul. O símbolo é um globo dourado, que representa a natureza global da Commonwealth e a abrangência da sua filiação. O globo é rodeado por 61 lanças irradiantes, aproximadamente quadrilaterais, que formam um "C" de "Commonwealth". O número de lanças não representam o número de estados membros (nunca houve 61 membros); representam sim, as várias maneiras em que a Commonwealth coopera por todo mundo.

## História
A bandeira desenvolveu-se a partir de bandeirolas de veículos produzidas pela primeira vez num encontro de chefes de estado membros da Commomwealth em 1973, realizado em Otava no Canadá. A iniciativa para a sua criação partiu de dois Canadianos: Arnold Smith, o primeiro Secretário-Geral da Commonwealth; e o Primeiro-Ministro - Pierre Trudeau. Foi oficialmente adoptada a 26 de Março de 1976.

## Uso
Durante o ano, é hasteada na Marlborough House em Londres, o quartel-general do Secretariado da Commonwealth, e em determinados períodos de tempo noutras ocasiões como encontros da Commonwealth, eventos, ou durante visitas (por exemplo encontros de chefes de estado dos países membros). O governo federal do Canadá não estipula que a bandeira seja hasteada no Dia da Commonwealth, preconizando em vez disso que a Real Bandeira da União seja içada em instalações federais que tenham um segundo mastro. No entanto, a bandeira da commowealth é hasteada pelo Edifício do Parlamento Escocês em Edimburgo no Dia da Commonwealth no quarto mastro.
O Secretário-Geral Don McKinnon incentiva o uso da bandeira da Commonwealth no Dia da Commonwealth, e o Gabinete do Secretário-Geral lembra que "a Union Jack (bandeira do Reino Unido), ou a bandeira de qualquer outro país membro, não substitui a bandeira da Commonwealth que representa todos os 53 membros e seus povos".